# Kat Dennings
Katherine Litwack (sinh ngày 13/6/1986, nghệ danh: Kat Dennings) là một nữ diễn viên người Mỹ. Cô được biết tới qua các vai như Max Black trong sitcom 2 Broke Girls (2011–2017) hay Darcy Lewis trong các phim thuộc Vũ trụ Điện ảnh Marvel gồm Thor (2011), Thor: The Dark World (2013) và sê-ri truyền hình WandaVision (2021).
Kể từ khi bắt đầu sự nghiệp vào năm 2000, Dennings đã từng tham gia vào các phim như The 40-Year-Old Virgin (2005), Big Momma's House 2 (2006), Charlie Bartlett (2007), The House Bunny (2008), Nick and Norah's Infinite Playlist (2008), Defendor (2009) và Suburban Gothic (2014).

## Thời thơ ấu
Katherine Victoria Litwack sinh năm 1986 ở khu Bryn Mawr, bang Pennsylvania, là con út trong một gia đình gốc Do Thái có năm anh chị em. Mẹ cô, bà Ellen Judith Litwack, là một nhà thơ, còn cha cô, ông Gerald J. Litwack, là một giảng viên đại học, nhà dược lý học.
Dennings học ở nhà từ nhỏ. Cô tốt nghiệp trung học năm 14 tuổi, sau đó cả nhà cô chuyển tới thành phố Los Angeles, đây cũng là nơi cô bắt đầu theo đuổi sự nghiệp diễn xuất dưới nghệ danh "Dennings".

## Sự nghiệp

### 2000–2003: Sự nghiệp ban đầu
Dennings ra mắt chuyên nghiệp với sự xuất hiện trên HBO 's Sex and the City vào năm 2000, trong tập "Hot Child in the City", đóng vai một cô bé 13 tuổi đáng ghét thuê Samantha để xử lý công khai cho chú dơi mitzvah của mình. Sau đó, cô đóng vai chính trong bộ phim sitcom ngắn của WB nuôi dạy từ năm 2001 đến năm 2002 với vai Sarah, một cô gái 15 tuổi được nuôi dưỡng bởi người cha góa vợ (Bob Saget), với một em gái trước tuổi vị thành niên ( Brie Larson ). Năm 2002, Dennings xuất hiện trong bộ phim The Scream Team của Disney Channellà một thiếu niên tình cờ gặp một nhóm ma. Cô đã được chọn cho một bộ phim dài năm tập trên The WB's Everwood, nhưng vai diễn này đã được diễn lại với Nora Zehetner.

### 2004–2011: Phim truyện ra mắt và các vai diễn khác

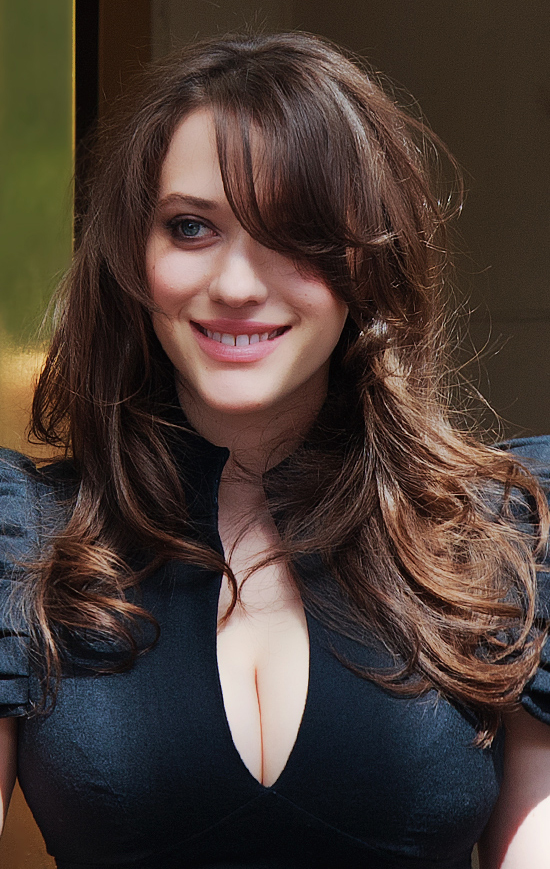
Dennings tại Liên hoan phim quốc tế Toronto năm 2010.

Dennings tiếp tục làm việc trên truyền hình, đóng vai khách mời trong Without a Trace với vai một thiếu niên có bạn trai mất tích, và trong bộ phim Less than Perfect vào năm 2003. Vào tháng 2 năm 2004, cô được chọn làm phi công cho CBS có tựa đề Sudbury , kể về một gia đình hiện đại- ngày phù thủy, dựa trên bộ phim Phép thuật thực tế năm 1998 , nhưng loạt phim này không được chọn.  Dennings có một vai định kỳ trên ER từ năm 2005 đến 2006 với vai Zoe Butler, và hai lần đóng vai khách mời trong loạt phim CSI : lần đầu trên CSI , với vai Missy Wilson trong tập phim "Early Rollout" năm 2004. Thứ hai, cô ấy đã chơi Sarah Endecott trênCSI: NY , trong tập phim " Manhattan Manhunt " năm 2005.
Dennings đã ra mắt bộ phim điện ảnh đầu tiên của cô trong bộ phim Raise Your Voice của Hilary Duff vào năm 2004 với vai Sloane, một sinh viên piano buồn bã.  Năm 2005, cô đóng vai phụ là con gái của nhân vật của Catherine Keener trong phim The 40-Year-Old Virgin và April trong Down in the Valley. Năm 2006, Dennings đóng vai một thiếu niên nổi loạn trong bộ phim hài tội phạm Big Momma's House 2 , với sự tham gia của Martin Lawrence . 
Dennings đóng vai chính trong Charlie Bartlett năm 2008, câu chuyện về một thiếu niên giàu có ( Anton Yelchin ), người hoạt động như một bác sĩ tâm lý cho các học sinh tại trường trung học công lập mới của anh ta. Cô đóng vai Susan Gardner, mối tình của Bartlett và con gái của Hiệu trưởng trường Gardner, do Robert Downey, Jr. thủ vai. Dennings xuất hiện trong The House Bunny năm đó, với vai Mona, một cô gái nữ quyền nữ quyền bị xuyên thủng . 
Cô cũng đóng vai chính trong bộ phim hài lãng mạn dành cho tuổi teen Nick và Norah's Infinite Playlist cùng với Michael Cera . Dennings đóng vai Norah Silverberg, con gái của một nhà sản xuất băng đĩa nổi tiếng . Cô đã được đề cử cho Giải thưởng Vệ tinh của Học viện Báo chí Quốc tế cho Nữ diễn viên chính xuất sắc nhất cho màn trình diễn của mình. 
Vào tháng 9 năm 2008, Dennings tham gia vào dự án chuyển thể tiểu thuyết End Zone của Don DeLillo thành phim. Các diễn viên Sam Rockwell và Josh Hartnett cũng tham gia, nhưng dự án không được bật đèn xanh vì chủ đề chiến tranh hạt nhân được coi là quá gây tranh cãi. 
Năm 2009, Dennings xuất hiện trong The Answer Man , một bộ phim về một tác giả nổi tiếng có tuyên ngôn trở thành một loại Kinh thánh mới . Cô cũng đóng vai chính trong bộ phim dành cho trẻ em đen tối của Robert Rodriguez trong năm đó.  Cô đóng vai Stacey Thompson, chị gái tuổi teen của nhân vật chính Toe ( Jimmy Bennett ). 
Dennings và các ngôi sao đang lên khác đã được xuất hiện trên tạp chí Vanity Fair số tháng 8 năm 2009 , được chụp lại những cảnh trong bộ phim Depression -era nổi tiếng. Cô ấy đã được thể hiện trong một bối cảnh từ They Shoot Horses, Don't They? (1969) của Sydney Pollack. 
Dennings đã tham gia bộ phim hài lãng mạn Liars (A to E), do Richard Linklater đạo diễn. Nhưng dự án đã bị hủy bỏ do công ty mẹ của hãng phim là Disney cắt giảm phim tại Miramax Films. Dennings xuất hiện trong bộ phim siêu anh hùng Defendor năm 2009, với sự tham gia của Woody Harrelson và Sandra Oh , đóng vai một cô gái điếm nghiện crack. 
Năm sau, cô đóng vai chính trong bộ phim độc lập Daydream Nation, trong vai một cô gái chuyển từ thành phố đến một thị trấn nông thôn xa lạ, và vướng vào mối tình tay ba với giáo viên trung học của cô ( Josh Lucas ) và một tay buôn ma túy tuổi teen ( Reece Thompson ).  Phim bắt đầu bấm máy tại Vancouver vào đầu năm 2010, do Michael Golbach viết kịch bản và đạo diễn.  Vào tháng 5 năm 2010, Dennings xuất hiện trong một video âm nhạc cho " 40 Dogs (Like Romeo và Juliet) ", một đĩa đơn của nhạc sĩ Bob Schneider ở Austin, Texas . Robert Rodriguezđạo diễn video, được quay ở nhiều địa điểm khác nhau xung quanh Austin. 
Dennings là một phần của dàn diễn viên trong phim Thor của Marvel Studios, phát hành vào tháng 5 năm 2011, và do Kenneth Branagh làm đạo diễn. Cô đóng vai Darcy Lewis, một phụ tá am hiểu công nghệ và là trợ lý cho nhân vật Jane Foster của Natalie Portman. Bộ phim được sản xuất vào tháng 1 năm 2010, và được quay ở New Mexico trong sáu tuần vào đầu năm 2010.

### 2011–nay:2 Broke Girlsvà các dự án trong tương lai

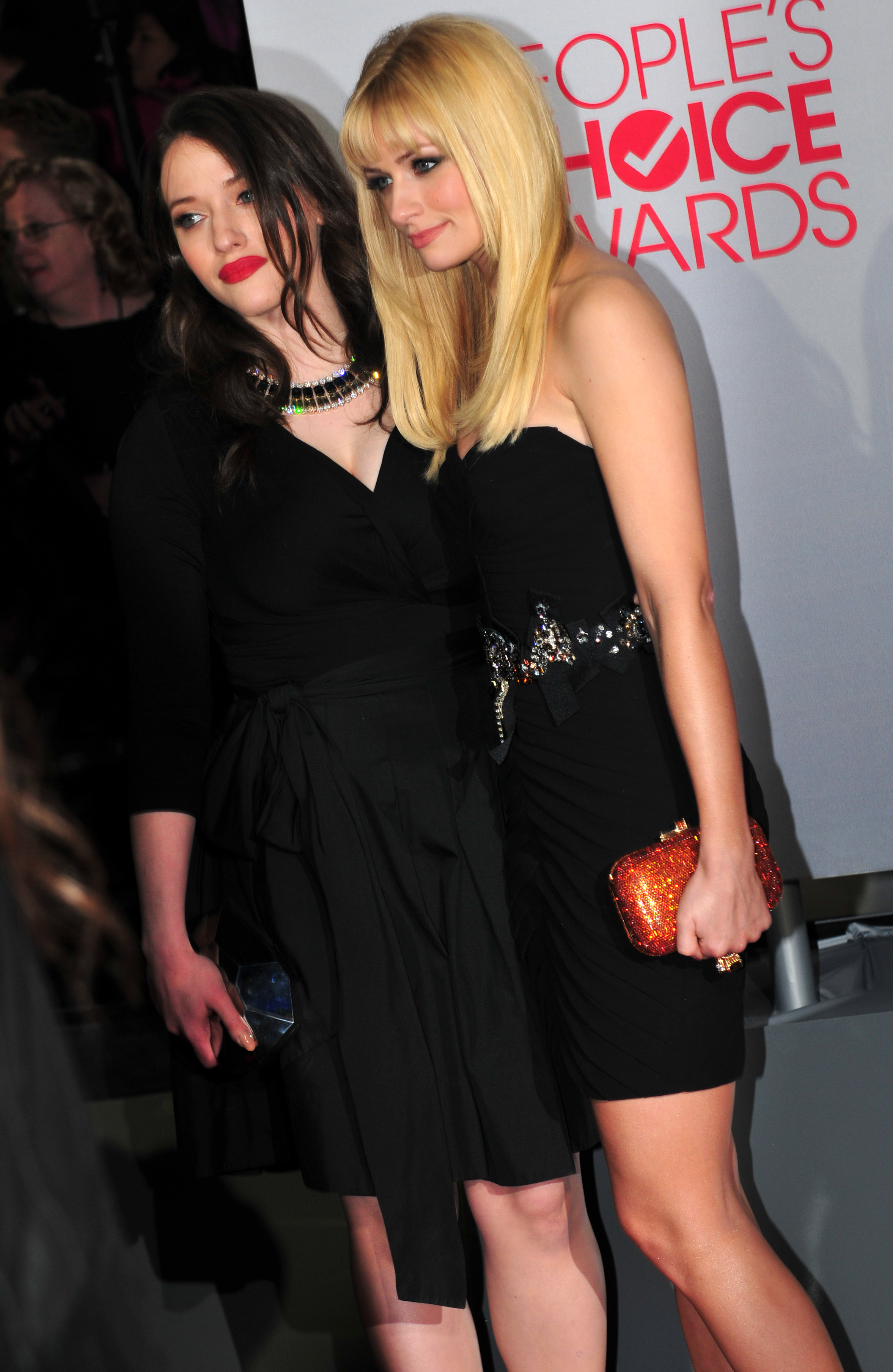
Dennings bạn diễn phim 2 Broke Girls, Beth Behrs tại lễ trao giải People's Choice Awards lần thứ 38 tháng 1 năm 2012.

Vào tháng 2 năm 2011, Dennings được chọn tham gia 2 Broke Girls, một bộ phim sitcom của đài CBS do Michael Patrick King và diễn viên hài Whitney Cummings viết kịch bản và sản xuất. Bộ truyện ra mắt vào ngày 19 tháng 9 năm 2011, và kể về cuộc đời của hai cô gái thiếu việc làm. Beth Behrs đóng vai một nữ thừa kế Manhattan bị mất quyền thừa kế, trong khi Dennings vào vai một cô gái thẳng thắn cứng rắn đến từ Brooklyn. Dennings thích ý tưởng tiếp cận nhiều khán giả hơn với tác phẩm của mình, vì vậy cô ấy đã nhận lời tham gia bộ phim sitcom trên mạng. Vào ngày 12 tháng 5 năm 2017, CBS đã hủy bỏ loạt phim sau sáu mùa. 
Dennings đóng vai chính trong bộ phim truyền hình To Write Love on Her Arms (tựa gốc là Renee) vào năm 2012, cùng với Chad Michael Murray và Rupert Friend . Cô đóng vai Renee Yohe, một thiếu niên Florida phải vật lộn với lạm dụng chất kích thích và tự gây thương tích, đồng thời là người truyền cảm hứng cho việc thành lập tổ chức phi lợi nhuận To Write Love on Her Arms. Bộ phim bắt đầu được sản xuất tại Orlando, Florida, vào tháng 2 năm 2011. 
Vào giữa năm 2012, Dennings quay bộ phim độc lập Suburban Gothic, đóng vai một người pha chế rượu ở một thị trấn nhỏ. Phim khởi chiếu năm 2014. 
Dennings giới thiệu The Black Keys tại Lễ trao giải Grammy lần thứ 55 vào ngày 10 tháng 2 năm 2013. Cô xuất hiện trong một video âm nhạc cho đĩa đơn Hanson "Get the Girl Back", cùng với Nikki Reed. Hai nữ diễn viên là bạn thân và đều là fan của nhóm nhạc pop. 
Video được công chiếu vào ngày 4 tháng 4 năm 2013.  Năm 2013, Dennings đóng lại vai Darcy Lewis trong bộ phim tiếp theo về siêu anh hùng Thor: The Dark World. Cô làm việc trên bộ phim và 2 Broke Girls cùng lúc, bay đến London để quay phim trong sáu tháng giữa các kỳ nghỉ cho bộ phim sitcom CBS của cô. 
Vào năm 2018, có thông báo rằng Dennings sẽ đóng vai Abby trong bộ phim hài Friendsgiving . 
Dennings đóng vai chính trong loạt phim hài Dollface của Hulu , bắt đầu vào tháng 11 năm 2019. Cô trở lại vai Darcy Lewis của mình trong Vũ trụ Điện ảnh Marvel với vai phụ trong loạt phim siêu anh hùng Disney + WandaVision, khởi chiếu vào ngày 15 tháng 1 đến ngày 6 tháng 3 năm 2021.

## Đời tư
Năm 2008, Dennings nói rằng Do Thái giáo "là một phần quan trọng trong lịch sử của tôi, nhưng nhìn chung, tôn giáo không phải là một phần trong cuộc sống của tôi." Cô ấy tự cho mình là liên kết về mặt dân tộc và văn hóa hơn là tôn giáo.
Dennings từng viết blog từ tháng 1/2001 tới tháng 2/2010, trên website của cô và trên YouTube.
Vào tháng 12 năm 2008, Dennings nói với tạp chí BlackBook, "Tôi không uống rượu, không hút thuốc và tôi không thích ở gần những người làm như vậy." Năm 2013,The New York Times báo cáo rằng Dennings thực hành Thiền Siêu việt.
Dennings sống ở Los Angeles với con mèo của cô, Millie. Cô ấy là một người ủng hộ quyền lợi động vật.

### Các mối quan hệ
Từ năm 2011 đến năm 2014, Dennings hẹn hò với bạn diễn Nick Zano trong 2 Broke Girls . Từ năm 2014 tới 2016, Dennings hẹn hò với nam ca sĩ Josh Groban. Vào ngày 6 tháng 5 năm 2021, người ta xác nhận rằng Dennings đang có mối quan hệ với nhạc sĩ Andrew WK ; hai người gặp nhau ở Los Angeles vào đầu năm đó.  Một tuần sau, vào ngày 13 tháng 5 năm 2021, cặp đôi thông báo đính hôn trên Instagram .  Dennings là một fan hâm mộ của WK ít nhất là từ năm 2014.

## Danh sách phim

### Điện ảnh
| Năm  | Tên                                | Vai                                 | Ghi chú |
| ---- | ---------------------------------- | ----------------------------------- | ------- |
| 2004 | Raise Your Voice                   | Sloane                              |         |
| 2005 | Down in the Valley                 | April                               |         |
| 2005 | The 40-Year-Old Virgin             | Marla Piedmont                      |         |
| 2005 | London                             | Lilly                               |         |
| 2006 | Big Momma's House 2                | Molly Fuller                        |         |
| 2007 | Charlie Bartlett                   | Susan Gardner                       |         |
| 2008 | The House Bunny                    | Mona                                |         |
| 2008 | Nick and Norah's Infinite Playlist | Norah Silverberg                    |         |
| 2009 | The Answer Man                     | Dahlia                              |         |
| 2009 | Shorts                             | Stacey Thompson                     |         |
| 2009 | Defendor                           | Katerina "Kat" Debrofkowitz / Angel |         |
| 2010 | Daydream Nation                    | Caroline Wexler                     |         |
| 2011 | Thor                               | Darcy Lewis                         |         |
| 2012 | To Write Love on Her Arms          | Renee Yohe                          |         |
| 2013 | Thor: The Dark World               | Darcy Lewis                         |         |
| 2014 | Suburban Gothic                    | Becca Thompson                      |         |
| 2015 | Hollywood Adventures               | (Chính mình)                        | Cameo   |
| 2020 | Friendsgiving                      | Abby                                |         |

### Truyền hình
| Năm       | Tên                            | Vai                            | Ghi chú                                                    |
| --------- | ------------------------------ | ------------------------------ | ---------------------------------------------------------- |
| 2000      | Sex and the City               | Jenny Brier                    | Tập: "Hot Child in the City"                               |
| 2001–2002 | Raising Dad                    | Sarah Stewart                  | Vai chính, 22 tập                                          |
| 2002      | The Scream Team                | Claire Carlyle                 |                                                            |
| 2003      | Without a Trace                | Jennifer Norton                | Tập: "Sons and Daughters"                                  |
| 2003      | Less than Perfect              | Kaitlin                        | Tập: "The Girl Next Door"                                  |
| 2004      | CSI: Crime Scene Investigation | Missy Wilson                   | Tập: "Early Rollout"                                       |
| 2005      | Clubhouse                      | Angela                         | Tập: "Stealing Home"                                       |
| 2005–2006 | ER                             | Zoe Butler                     | 5 tập                                                      |
| 2005      | CSI: NY                        | Sarah Endecott                 | Tập: "Manhattan Manhunt"                                   |
| 2009      | American Dad!                  | Tanqueray (lồng tiếng)         | Tập: "G-String Circus"                                     |
| 2010      | American Dad!                  | Female Juror (lồng tiếng)      | Tập: "The People vs. Martin Sugar"                         |
| 2011–2017 | 2 Broke Girls                  | Max George Black               | Vai chính, 138 tập                                         |
| 2012      | Robot Chicken                  | Lồng tiếng nhiều vai           | Tập: "Executed by the State"                               |
| 2014      | 40th People's Choice Awards    | MC                             |                                                            |
| 2014      | Sesame Street                  | (Chính mình)                   | Tập: "Bert's Training Wheels"                              |
| 2014      | The Newsroom                   | Blair Lansing                  | Tập: "Run"                                                 |
| 2015      | RuPaul's Drag Race             | Giám khảo khách mời            | Tập: "ShakesQueer"                                         |
| 2015–2018 | Drunk History                  | Nhiều vai                      | 3 tập                                                      |
| 2017–2020 | Big Mouth                      | Leah Birch (lồng tiếng)        | 13 tập                                                     |
| 2017      | The Simpsons                   | Valerie (lồng tiếng)           | Tập: "Mr. Lisa's Opus"                                     |
| 2018      | Dallas & Robo                  | Dallas Moonshiner (lồng tiếng) | Vai chính, 8 tập Kiêm nhà sản xuất                         |
| 2019–2022 | Dollface                       | Jules Wiley                    | Vai chính, 10 tập Kiêm điều hành sản xuất                  |
| 2021      | WandaVision                    | Darcy Lewis                    | Vai chính, 5 tập                                           |
| 2021      | Marvel Studios: Assembled      | Chính mình                     | Phim tài liệu; tập: "Assembled: The Making of WandaVision" |
| 2021      | What If...?                    | Darcy Lewis (lồng tiếng)       | Tập: "What If... Thor Were an Only Child?" (Tập 7 mùa 1)   |